# 电白站
电白站位于中华人民共和国广东省茂名市电白区观珠镇，建设名为电白东站，后改为电白站。是深湛铁路的中间站之一，2018年7月1日随深湛铁路江茂段一同启用。

## 历史
2018年7月1日开通。

## 旅客设施
本站地下通道有扶手电梯也有无障碍电梯。一般乘客可以乘坐扶手电梯，无障碍电梯则专门给残障人士、推婴儿车以及携带大件行李的乘客乘坐。